# The American Jewels EP
A The American Jewels EP egy középlemez a Marina and the Diamondstól. 2010. március 23-án jelent meg digitálisan az Egyesült Államokban a Chop Shop Records gondozásában. Az EP Diamandis debütáló, The Family Jewels című albumának kiadása előtt jelent meg.
Az albumborító Hollywood, I Am Not a Robot és Mowgli’s Road című dalok borítóját vegyíti. Az I Am Not a Robot Passion Pit remixe ingyenes letölthető volt 2010. március 10-én.

## Az album dalai
|    | Cím                                                    | Szerző(k)            | Hossz |
| -- | ------------------------------------------------------ | -------------------- | ----- |
| 1. | I Am Not a Robot                                       | Marina Diamandis     | 3:35  |
| 2. | Mowgli’s Road                                          | Diamandis, Liam Howe | 3:12  |
| 3. | I Am Not a Robot Flex'd Rework Clu (Passion Pit Remix) | Diamandis            | 4:48  |
| 4. | Hollywood (kislemez változat)                          | Diamandis            | 3:24  |

## Megjelenések
| Ország           | Dátum             | Kiadó             | Formátum           |
| ---------------- | ----------------- | ----------------- | ------------------ |
| Egyesült Államok | 2010. március 23. | Chop Shop Records | Digitális letöltés |